# Kloosterbosstraat
De Kloosterbosstraat is een heuvel aan het Kloosterbos en het Vijfstratenbos in de Vlaamse Ardennen gelegen in Sint-Maria-Oudenhove (Zottegem), iets ten oosten van de Kasteeldreef en de Berendries. Parallel aan de Kloosterbosstraat komt de Elverenberg-Vossenhol omhoog.

## Wielrennen
De helling is bekend uit de Driedaagse van De Panne-Koksijde. Het is een smalle beklimming.

## Afbeeldingen

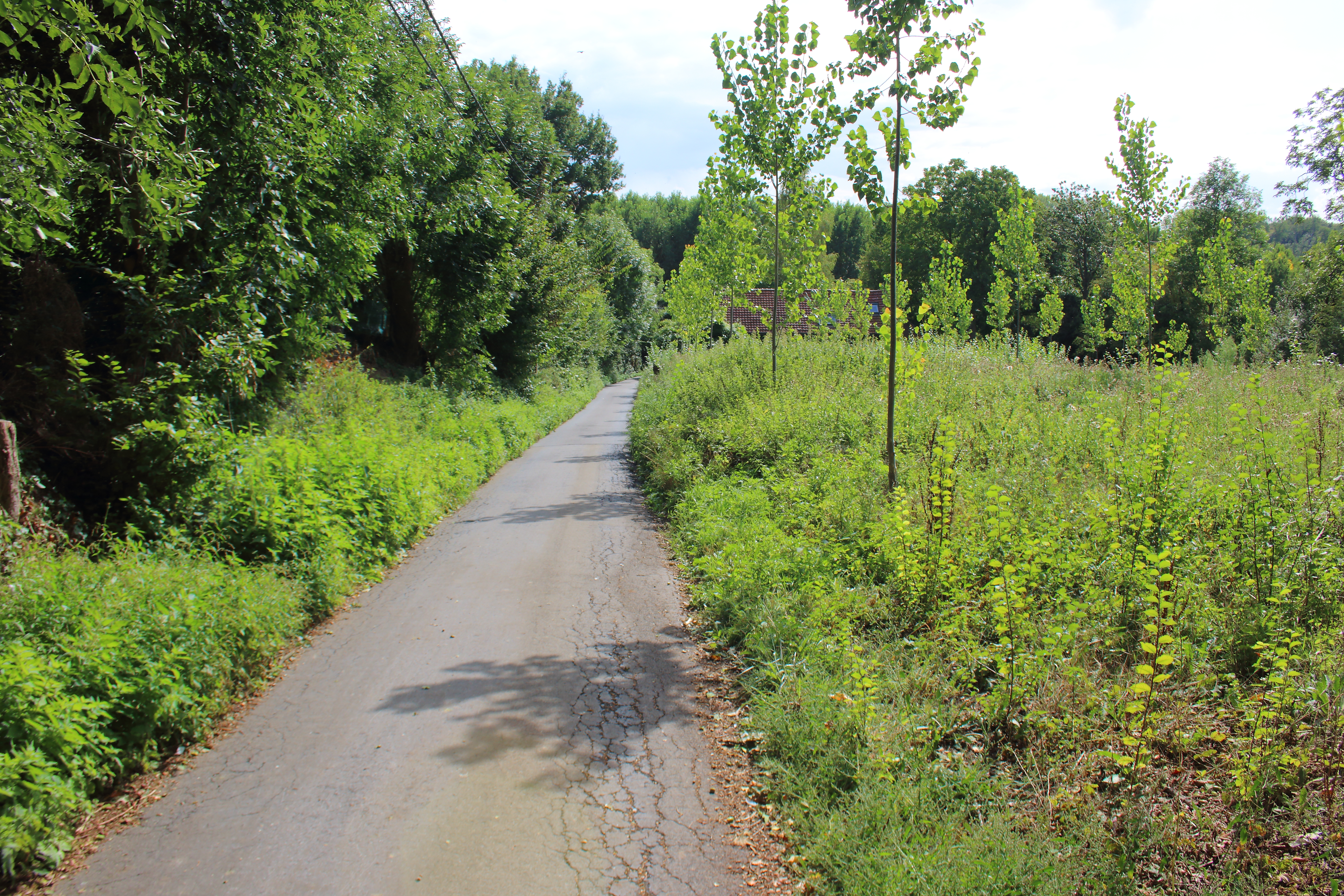
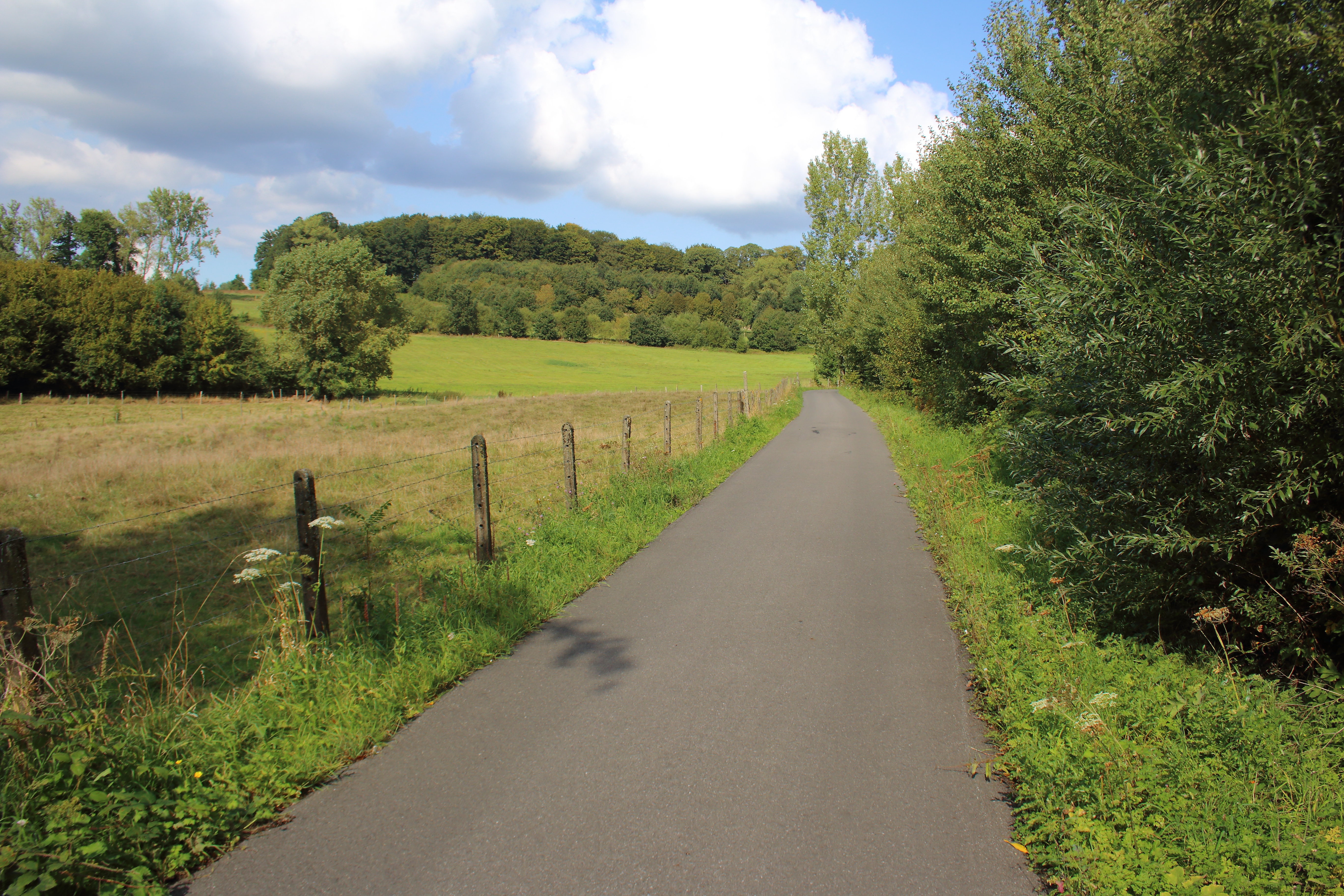
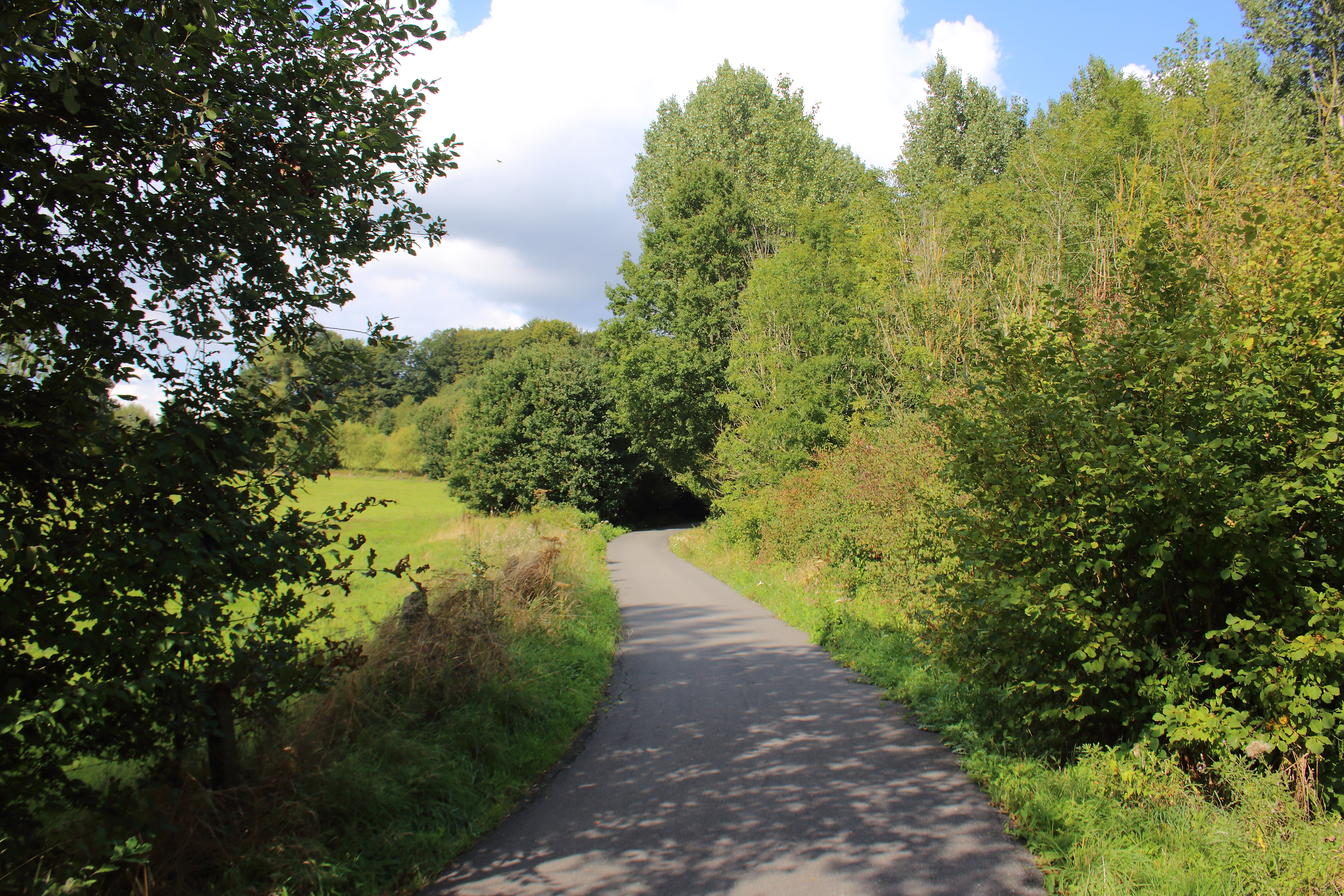
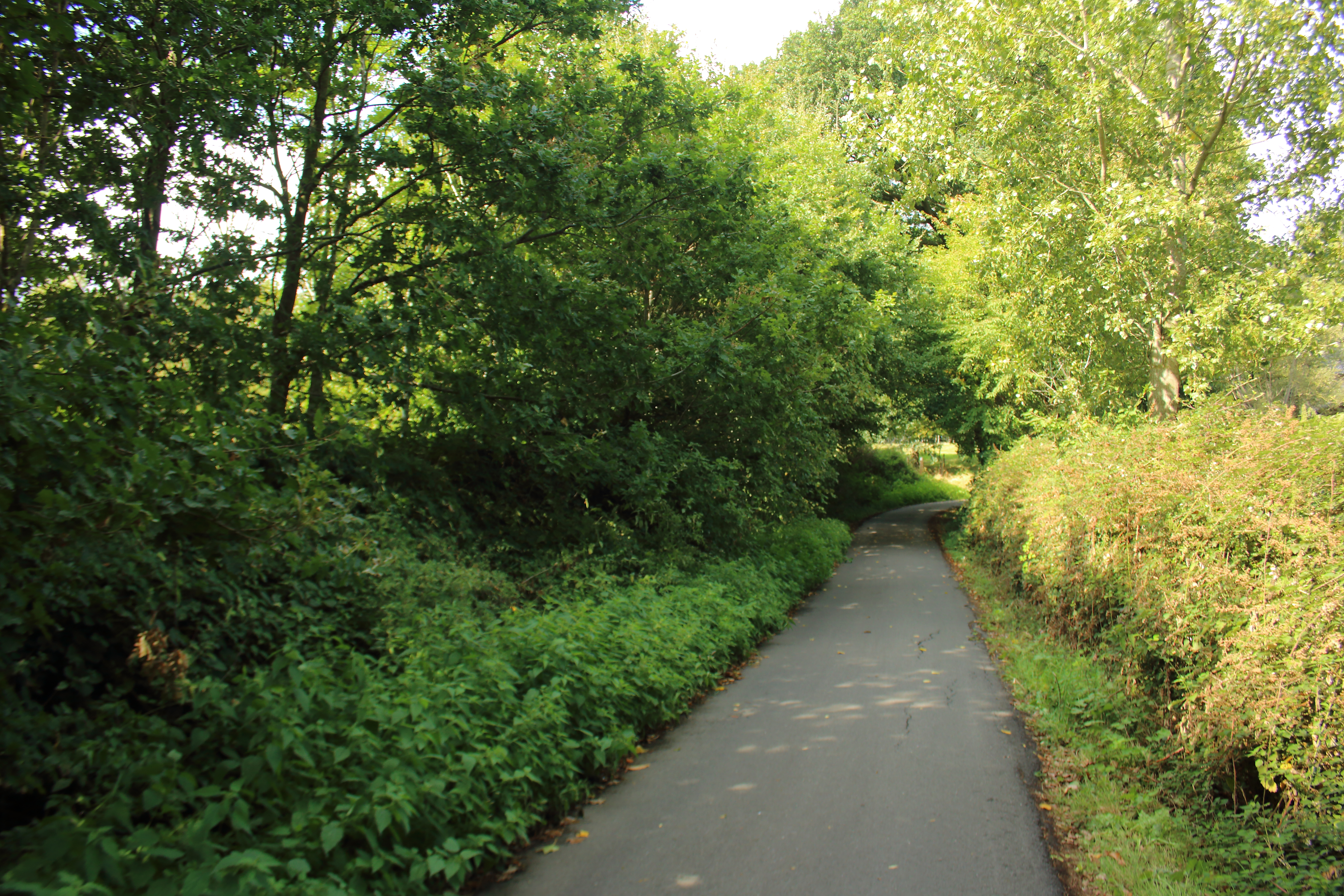